# Mount Jagungal
Mount Jagungal is een berg in de Australische deelstaat New South Wales. Hij behoort tot de Snowy Mountains en bevindt zich in het Nationaal park Kosciuszko. De berg ligt in het zuidoosten van New South Wales dicht bij de grens met Victoria en steekt 2161 meter boven zeeniveau uit.